# Giber Ringvej
|  | Denne artikel beskriver en fremtidig begivenhed Denne artikel eller sektion handler om planlagt eller forventet fremtidig begivenhed. Der kan forekomme spekulativ information, og indholdet kan ændres dramatisk når begivenheden nærmer sig og mere information bliver tilgængelig. |

Giber Ringvej (også kendt som Bering-Beder Vejen) er en kommende omfartsvej og ringvej der vil komme til gå syd om Aarhus. Vejen bliver en del af den fremtidige tredje ringvejsforbindelse der skal gå rundt om Aarhus, og som også omfatter Djurslandmotorvejen, og Østjyske Motorvej. Vejen vil gå fra Kolt over Hasselager og Tranbjerg til Beder-Malling, og skal være med til at lede tung trafik syd om Aarhus og aflaste det øvrige overordnede vejnet, samt give en mere ligelig fordeling af trafikbelastningen på de sydlige indfaldsveje.
Den 13. maj 2016 besluttede Aarhus Kommune at linjeføringen ville blive den nordligste linjeføring af de tre forslag der har været i spil. Den kommer til gå syd om Tranbjerg og Mårslet, hvilket bringer den tæt på disse bebyggede områder. Mellem Hasselager og Tranbjerg vil vejen være en 2+1-vej; resten vil være tosporet.
Vejen kommer til at koste ca. 500 millioner kr. og forventes færdig i 2022..
7.12.2022 blev første fase indviet. Der forventes dog indtil videre stadig at være nogen kødannelse i myldretiderne. Afslutningen af det endelige projekt (med bl.a. tilslutning til motorveje) forventes i 2024. (Kilde: TV2 Østjylland).